# Fojagebirge
Das Fojagebirge ist ein Gebirge auf Neuguinea. Es liegt nördlich des Einzugsgebietes des Mamberamo in der indonesischen Provinz Papua, Indonesien, Die höchste Erhebung ist 2193 Meter hoch, das Gebirge hat eine Fläche von 9712 Quadratkilometer und gilt als größter, noch nicht erschlossener oder erforschter tropischer Regenwald in der Region Asien-Pazifik. Bei Expeditionen in den letzten Jahren wurden dort während verschiedener Expeditionen immer wieder neue Lebewesen entdeckt oder wiederentdeckt. Das Gebirge ist sehr zerklüftet und bis 1979 nicht näher erforscht worden. Die Zahl der im Gebiet lebenden Menschen wird auf 300 geschätzt.

## Geografie
Im Fojagebirge herrscht ein kühleres Klima als im Umland, die Durchschnittstemperaturen im Januar betragen jedoch immer noch 20 bis 30° Celsius. Die Regenzeit setzt im Dezember ein und währt bis zum März. In einzelnen Jahren kommt es jedoch ganzjährig zu schweren Regenfällen. Im Durchschnitt fallen in dem Gebiet 2032 Millimeter Niederschlag. Die relative Luftfeuchtigkeit liegt im Bereich von 73 bis 87 Prozent. Die nächsten Dörfer zu dem Gebirge sind die Ortschaften Sragafareh, Jomen, Beggensabah, Aer Mati und Dabra.

## Flora
In Höhenlagen von 1200 Meter dominieren Araucaria cunninghamii, Podocarpus neriifolius, Agathis labillardieri, Calophyllum und Palaquium. Der größte Teil des Gebirges ist zu steil, um seine Wälder auf konventionelle Weise abzuholzen.

## Expeditionen

### 1982

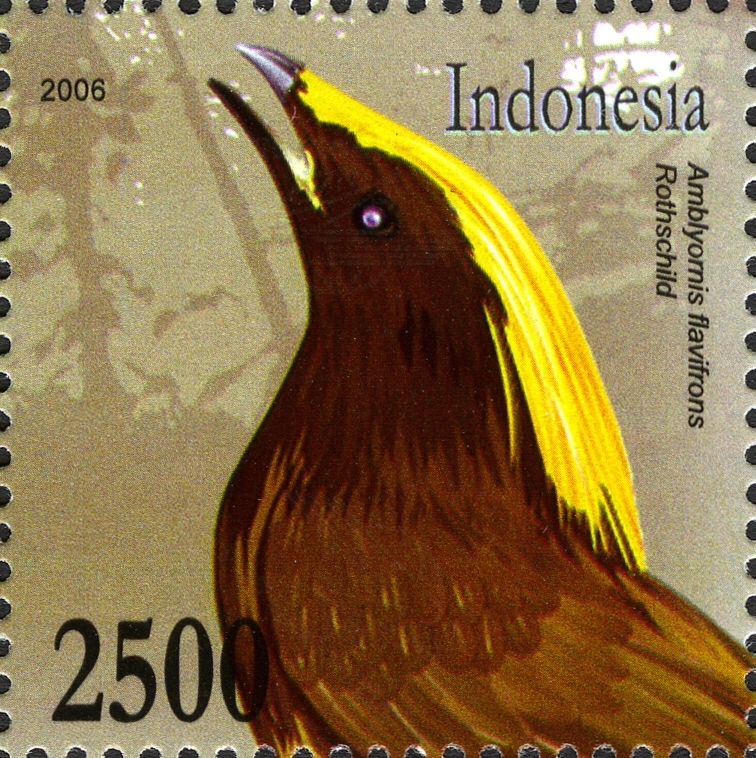
Gelbscheitelgärtner-Männchen als Motiv einer indonesischen Briefmarke

Jared Diamond unternahm 1982 eine Expedition ins nördliche Papua und erkundete dabei Teile des Fojagebirges nördlich des Flusses Idenburg in einer Höhenlage zwischen 1000 und 2000 m. Dabei wurde der Gelbscheitelgärtner entdeckt, der 1895 von Walter Rothschild lediglich anhand von Bälgen beschrieben worden waren, die im Handel aufgetaucht waren. Die Art hatte seit dieser Erstbeschreibung als verschollen gegolten. Ebenfalls wiederentdeckt wurde der 1897 erstmals wissenschaftlich beschriebene Berlepschparadiesvogel, der bis dahin ebenfalls nur von Bälgen bekannt war.

### 2005
Im Dezember 2005 verbrachte ein Expeditionsteam bestehend aus Mitgliedern aus den USA; Indonesien und Australien ein Monat im Fojagebirge, um dort Flora und Fauna von den Vorgebirgen bis zu den Gipfel dieser Region zu dokumentieren. Bruce Beehler und Stephen Richards waren die Expeditionsleiter. Beteiligt waren unter anderem Mitarbeiter des Smithsonian Institution und Conservation International. Der im Februar 2006 veröffentlichte Expeditionsbericht benannte unter anderem als Neuentdeckungen:

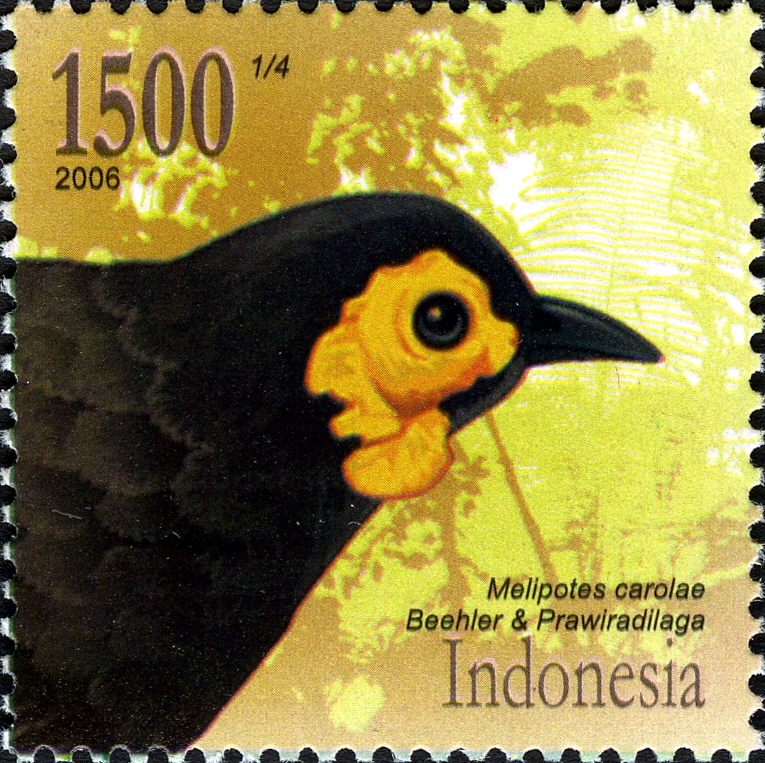
Indonesische Briefmarke mit dem 2005 entdeckten Carolahonigfressers

- einen Vogel aus der Familie der  Honigfresser, der zu Ehren der Ehefrau von Bruce Fehler Carolahonigfresser (Melipotes carolae) genannt wurde.[3]  Mit dem Nachweis des Carolahonigfressers gelang die erste Entdeckung eines neuen Vogeltaxons auf Neuguinea seit 1939.  Bei 15 Gelegenheiten konnten fünf Exemplare dieser Art in einem Torfmoor beobachtet werden.
- 20 Frösche
- vier Schmetterlinge
- Fünf Palmenarten
- Eine Rhododendronart.

Während der Expedition gelang die erste Aufnahme des Gelbscheitelgärtners.
Da das Gebirge unerschlossen ist, wurden die Wissenschaftler mit Hubschraubern ein- und ausgeflogen.

### 2007
Im Dezember 2007 erfolgte eine zweite wissenschaftliche Expedition. Dabei wurden zwei neue Arten entdeckt; Eine sehr große Ratte der Gattung Mallomys, die etwa fünfmal so groß ist wie eine Wanderratte und ein Zwergoppossum aus der Gattung Cercartetus, das von den Wissenschaftlern als das kleinste, bislang entdeckte Beuteltier beschrieben wurde. Es gelangen auch die ersten Filmaufnahmen des 2005 entdeckten Carolahonigfressers.

## Einzelbelege
1. ↑  Lost Worlds Of West Papua Reveal More Surprises. Abgerufen am 24. April 2017.
2. ↑  Jared Diamond in National Geographic. Abgerufen am 13. November 2016.
3. ↑  Anna Salleh:  'Lost world' may be Earth's last In: Australian Broadcasting Corporation, 8. Februar 2006
4. ↑  Jared Diamond in National Geographic. Abgerufen am 13. November 2016.
5. ↑   Giant Rat Discovered in 'Lost World' In: AOL News, 18. Dezember 2007
6. ↑  Focus - Größte Ratte der Welt entdeckt